# A리그 멘
A리그 멘(영어: A-League Men)은 오스트레일리아의 최상위 프로축구 리그이다. 리그의 후원사는 이스즈로 오스트레일리아나 뉴질랜드에서 픽업 트럭을 총칭하는 명칭인 UTE를 붙여 이스즈 UTE A리그(영어: Isuzu UTE A-League)로 불린다. 2004년에 A리그로 설립되어서 2005-06시즌에 첫 시즌을 시작하였다. 참가 구단은 총 12개 구단으로 오스트레일리아의 주요 도시 및 지역에서 11개 구단이 참가하고 뉴질랜드에서 1개 구단이 참가한다. 총 27라운드의 정규 시즌(regular season)을 마치고 난 뒤의 리그 1위는 "프리미어(Premier)"라는 타이틀을 수여받게 된다. 아직 승강제는 없으며, 리그 순위에 따라 상위 6개 팀은 정규 시즌 이후에 열리는 결승 시리즈(Finals Series)에 진출하게 되어 최후 2개 팀이 그랜드 파이널(Grand Final)에서 격돌하여 승리하는 팀이 "챔피언(Champion)"의 칭호를 얻게 된다. 2021-22 시즌부터 남자 리그, 여자 리그, 청소년 리그 모두 A리그로 통합되면서 이름을 바꾸었다.

## 구성

### 프리시즌 챌린지컵
프리시즌 챌린지컵은 이름 그대로 프리시즌 기간인 7월과 8월에 열렸으며, 정규 시즌의 개막을 알리는 역할을 하였다. 프리시즌 챌린지컵에 참가하는 8개팀이 두 조로 나뉘어, 각 조별로 세 번의 경기를 치렀다. 2006년 시즌부터는 인터리그 성격의 "보너스 라운드"가 열렸다. 승점제는 그대로 유지하되, 보너스 라운드 경기에는 특별 "보너스 점수"가 주어졌다.
- 한 팀이 두 골을 넣을 경우 1점의 보너스 점수 획득
- 한 팀이 세 골을 넣을 경우 2점의 보너스 점수 획득
- 한 팀이 네 골 이상 넣을 경우 3점의 보너스 점수 획득

이러한 구성은 2007년 시즌이 시작되면서 수정되었다. 보너스 라운드가 사라졌고, 보너스 점수 시스템은 처음의 3라운드까지만 적용되었다. 8개팀은 모두 녹아웃 라운드에 참가하였으며 8월 하순에 결승전이 열렸다.
오스트레일리아 축구 연맹은 보너스 점수 시스템이 성공적이라면, 정규 시즌에도 2007-08 시즌부터 도입할 수 있다고 언급한 바 있었다.
하지만 프리시즌 챌린지컵은 2009-10 시즌부터 폐지되어 더 이상 열리지 않는다.

### 정규 시즌
정규 시즌(regular season)은 호주의 여름인 8월 말부터 다음해 1월까지 진행된다. 각 팀은 총 27번의 라운드를 통해 한 팀당 세 번씩 경기를 하게 된다. 두번은 홈 경기장에서 하게 되고, 한 번은 원정 경기를 하게 된다. 한 시즌에 상대팀에 대해 두번의 홈경기를 갖게 되는 팀은 다음 시즌에 같은 상대팀과 한 번의 홈 경기를 하게 되는 방식으로 번갈아가며 두번의 홈경기를 하게 된다. 시즌이 끝날 무렵에는 우승 팀을 가리는 방법으로 승점이 최우선시되며, 그다음이 골득실차, 다득점, 승자승으로 진행하며 여기까지 동일할 경우, 최종적으로 각 팀이 받은 경고 및 퇴장 수를 합산하여 승리팀을 정한다. 이러한 방식으로 리그 1위에 오른 팀에게는 "A리그 프리미어(A-League Premier)"라는 호칭을 받게 되고 2006-07시즌부터는 AFC 챔피언스리그에 참가하게 된다.
정규 시즌이 끝나고 열한 팀 가운데 여섯 팀은 결승 시리즈에 참가하게 된다. 결승 시리즈에 참가하는 팀을 결정하는 방법은 리그의 최종 순위에 따라 정해진다. 만약 둘 이상의 팀의 승점이 같을 경우 아래와 같은 방식으로 순위를 가려 상위 네 팀을 고르게 된다.
1. 골득실차
2. 다득점
3. 같은 승점의 팀과의 상대 승점
4. 같은 승점의 팀과의 골득실차
5. 같은 승점의 팀과의 다득점
6. 퇴장 횟수가 적은 팀
7. 경고 횟수가 적은 팀
8. 동전 던지기

### 결승 시리즈
정규 시즌의 최종 순위에 따른 상위 6팀은 플레이오프 시스템을 기반으로 한 결승 시리즈(Finals Series)에 참가하게 된다. 1위와 2위팀간에 대(大)준결승을 벌여 승리팀은 결승으로 바로 가게 되고, 패한 팀은 예비 결승전으로 가게 된다. 3위, 4위, 5위, 6위 팀은 소(小)준결승을 하여 패한 팀은 탈락하게 되고, 소(小)준결승 1차 승리팀인 2팀은 2차전으로 가서 경기를 한다. 여기서의 승리팀이 예비 결승전으로 가서 1위와 2위 가운데 패한 팀과 경기를 하게 된다. 이 예비 결승전에서 승리한 팀은 최종적으로 그랜드 파이널(Grand Final)이라는 명칭의 결승전에 올라가게 되어 최종 챔피언을 가리기 위한 결승전을 펼치게 되는 것이다. 여기에서 승리한 팀은 "A리그 챔피언(A-League Champion)"이란 타이틀을 얻게 되고 A리그 프리미어 타이틀을 얻은 팀과 AFC 챔피언스리그에 나가게 된다.

## 구단
오스트레일리아와 뉴질랜드에서 총 13개 구단이 참가하고 있다. 이 구단들 가운데 단 4개 구단(애들레이드 유나이티드, 뉴캐슬 제츠, 브리즈번 로어, 퍼스 글로리)만이 A리그가 만들어지기 전에 존재했었다.
뉴질랜드 나이츠, 노스퀸즐랜드 퓨어리가 리그 탈퇴를 하였고 시드니 로버스의 2011-12시즌 리그 참가가 무산되면서 구단 수 확대에 어려움이 있지만 호주의 수도인 캔버라를 비롯한 호바트, 울릉공, 질롱, 다윈 등의 지역에서도 A리그에 참가하기 위한 신생 구단 창단 움직임이 활발히 진행되고 있어 구단 수 확대가 기대된다.
2011-12 시즌이 종료된 후 골드코스트 유나이티드가 리그 참가 자격을 박탈당하였으나 2012-13 시즌부터 웨스턴 시드니 원더러스가 새로이 참가하는 것이 확정되어 10개의 팀 수를 유지하였다. 그리고 2014년부터 오스트레일리아 컵 (2014년부터 2021년까지의 이름은 FFA컵)이라는 컵 대회가 실시되고 있다.
2020-21시즌부터 맥아서 FC가 새롭게 참여하게 되어 구단 수가 12개로 늘어났다.
2024-25시즌부터 오클랜드 FC가 새롭게 참여하게 되어 구단 수가 13개로 늘어났다.

### 2024-2025 시즌 참가 구단
| 구단                   | 연고지                                   | 홈구장 (수용좌석)                  | 리그 참가기간      |
| ---------------------- | ---------------------------------------- | ---------------------------------- | ------------------ |
| 멜버른 빅토리          | 멜버른, 빅토리아 주 (VIC)                | AAMI 파크 (30,500석)               | 2005-06시즌 — 현재 |
| 시드니 FC              | 시드니, 뉴사우스웨일스 주 (NSW)          | 시드니 풋볼 스타디움 (45,500석)    | 2005-06시즌 — 현재 |
| 뉴캐슬 유나이티드 제츠 | 뉴캐슬, 뉴사우스웨일스 주 (NSW)          | 뉴캐슬 국제 스포츠 센터 (23,000석) | 2005-06시즌 — 현재 |
| 센트럴코스트 매리너스  | 고스퍼드, 뉴사우스웨일스 주 (NSW)        | 센트럴코스트 스타디움 (20,059석)   | 2005-06시즌 — 현재 |
| 애들레이드 유나이티드  | 애들레이드, 사우스오스트레일리아 주 (SA) | 하인드마시 경기장 (16,500석)       | 2005-06시즌 — 현재 |
| 브리즈번 로어          | 브리즈번, 퀸즐랜드 주 (QLD)              | 선콥 스타디움 (52,500석)           | 2005-06시즌 — 현재 |
| 퍼스 글로리            | 퍼스, 웨스턴오스트레일리아 주 (WA)       | 퍼스 오벌 (20,500석)               | 2005-06시즌 — 현재 |
| 웰링턴 피닉스          | 웰링턴, 뉴질랜드 (NZL)                   | 웰링턴 리저널 스타디움 (34,500석)  | 2007-08시즌 — 현재 |
| 멜버른 시티            | 멜버른, 빅토리아 주 (VIC)                | AAMI 파크 (30,500석)               | 2010-11시즌 — 현재 |
| 웨스턴 시드니 원더러스 | 시드니, 뉴사우스웨일스 주 (NSW)          | 패러매타 스타디움 (21,487석)       | 2012-13시즌 — 현재 |
| 웨스턴 유나이티드 FC   | 윈드햄시, 빅토리아주                     | 카르디니아 파크 (36,000석)         | 2019-20시즌 — 현재 |
| 맥아서 FC              | 시드니, 뉴사우스웨일스 주 (NSW)          | 캠벨타운 스타디움 (20,000석)       | 2020-21시즌 — 현재 |
| 오클랜드 FC            | 오클랜드, 뉴질랜드 (NZL)                 | 마운트 스마트 스타디움 (25,000석)  | 2024-25시즌 — 현재 |

### 과거 참가 구단
| 구단                  | 연고지                        | 홈구장 (수용좌석)                | 리그 참가기간             |
| --------------------- | ----------------------------- | -------------------------------- | ------------------------- |
| 뉴질랜드 나이츠       | 오클랜드, 뉴질랜드 (NZL)      | 노스 하버 경기장 (28,475석)      | 2005-06시즌 — 2006-07시즌 |
| 노스퀸즐랜드 퓨어리   | 타운즈빌, 퀸즐랜드 주 (QLD)   | 데이리파머스 스타디움 (25,000석) | 2009-10시즌 — 2010-11시즌 |
| 골드코스트 유나이티드 | 골드코스트, 퀸즐랜드 주 (QLD) | 로비나 스타디움 (27,000석)       | 2009-10시즌 — 2011-12시즌 |

## 우승

### 시즌별 우승 구단
| 시즌    | 시즌  | 팀수 | 프리시즌 챌린지컵     | 정규 시즌(프리미어십)  | 정규 시즌(프리미어십)  | 그랜드 파이널(챔피언십) | 그랜드 파이널(챔피언십) |
| 시즌    | 시즌  | 팀수 | 프리시즌 챌린지컵     | 우승                   | 준우승                 | 우승                    | 준우승                  |
| ------- | ----- | ---- | --------------------- | ---------------------- | ---------------------- | ----------------------- | ----------------------- |
| 2005-06 | I     | 8    | 센트럴코스트 매리너스 | 애들레이드 유나이티드  | 시드니 FC              | 시드니 FC               | 센트럴코스트 매리너스   |
| 2006-07 | II    | 8    | 애들레이드 유나이티드 | 멜버른 빅토리          | 애들레이드 유나이티드  | 멜버른 빅토리           | 애들레이드 유나이티드   |
| 2007-08 | III   | 8    | 애들레이드 유나이티드 | 센트럴코스트 매리너스  | 뉴캐슬 유나이티드 제츠 | 뉴캐슬 유나이티드 제츠  | 센트럴코스트 매리너스   |
| 2008-09 | IV    | 8    | 멜버른 빅토리         | 멜버른 빅토리          | 애들레이드 유나이티드  | 멜버른 빅토리           | 애들레이드 유나이티드   |
| 2009-10 | V     | 10   | 대회 미개최           | 시드니 FC              | 멜버른 빅토리          | 시드니 FC               | 멜버른 빅토리           |
| 2010-11 | VI    | 11   | 대회 미개최           | 브리즈번 로어          | 센트럴코스트 매리너스  | 브리즈번 로어           | 센트럴코스트 매리너스   |
| 2011-12 | VII   | 10   | 대회 미개최           | 센트럴코스트 매리너스  | 브리즈번 로어          | 브리즈번 로어           | 퍼스 글로리             |
| 2012-13 | VIII  | 10   | 대회 미개최           | 웨스턴 시드니 원더러스 | 센트럴코스트 매리너스  | 센트럴코스트 매리너스   | 웨스턴 시드니 원더러스  |
| 2013-14 | IX    | 10   | 대회 미개최           | 브리즈번 로어          | 웨스턴 시드니 원더러스 | 브리즈번 로어           | 웨스턴 시드니 원더러스  |
| 2014-15 | X     | 10   | 대회 미개최           | 멜버른 빅토리          | 시드니 FC              | 멜버른 빅토리           | 시드니 FC               |
| 2015-16 | XI    | 10   | 대회 미개최           | 애들레이드 유나이티드  | 웨스턴 시드니 원더러스 | 애들레이드 유나이티드   | 웨스턴 시드니 원더러스  |
| 2016-17 | XII   | 10   | 대회 미개최           | 시드니 FC              | 멜버른 빅토리          | 시드니 FC               | 멜버른 빅토리           |
| 2017-18 | XIII  | 10   | 대회 미개최           | 시드니 FC              | 뉴캐슬 유나이티드 제츠 | 멜버른 빅토리           | 뉴캐슬 유나이티드 제츠  |
| 2018-19 | XIV   | 10   | 대회 미개최           | 퍼스 글로리            | 시드니 FC              | 시드니 FC               | 퍼스 글로리             |
| 2019-20 | XV    | 11   | 대회 미개최           | 시드니 FC              | 멜버른 시티 FC         | 시드니 FC               | 멜버른 시티 FC          |
| 2020-21 | XVI   | 12   | 대회 미개최           | 멜버른 시티 FC         | 시드니 FC              | 멜버른 시티 FC          | 시드니 FC               |
| 2021-22 | XVII  | 12   | 대회 미개최           | 멜버른 시티 FC         | 멜버른 빅토리          | 웨스턴 유나이티드       | 멜버른 시티 FC          |
| 2022-23 | XVIII | 12   | 대회 미개최           | 멜버른 시티 FC         | 센트럴코스트 매리너스  | 센트럴코스트 매리너스   | 멜버른 시티 FC          |
| 2023-24 | XVIV  | 12   | 대회 미개최           | 센트럴코스트 매리너스  | 웰링턴 피닉스          | 센트럴코스트 매리너스   | 멜버른 빅토리           |
| 2024-25 | XX    | 13   | 대회 미개최           | 오클랜드 FC            | 멜버른 시티 FC         | 멜버른 시티 FC          | 멜버른 빅토리           |

### 구단별 우승 횟수
- 2023-24시즌 종료 기준

#### 정규 시즌(프리미어십)
| 구단                   | 우승                            | 준우승                          |
| ---------------------- | ------------------------------- | ------------------------------- |
| 시드니 FC              | 3회 (2009-10, 2016-17, 2017-18) | 3회 (2005-06, 2014-15, 2018-19) |
| 멜버른 빅토리          | 3회 (2006-07, 2008-09, 2014-15) | 3회 (2009-10, 2016-17, 2021-22) |
| 애들레이드 유나이티드  | 2회 (2005-06, 2015-16)          | 2회 (2006-07, 2008-09)          |
| 센트럴코스트 매리너스  | 3회 (2007-08, 2011-12, 2023-24) | 3회 (2010-11, 2012-13, 2022-23) |
| 브리즈번 로어          | 2회 (2010-11, 2013-14)          | 1회 (2011-12)                   |
| 웨스턴 시드니 원더러스 | 1회 (2012-13)                   | 2회 (2013-14, 2015-16)          |
| 멜버른 시티 FC         | 2회 (2021-22, 2022-23)          | 1회 (2024-25)                   |
| 오클랜드 FC            | 1회 (2024-25)                   |                                 |
| 퍼스 글로리 FC         | 1회 (2018-19)                   |                                 |
| 뉴캐슬 유나이티드 제츠 |                                 | 2회 (2007-08, 2017-18)          |
| 웰링턴 피닉스          |                                 | 1회 (2023-24)                   |

#### 그랜드 파이널(챔피언십)
| 구단                   | 우승                         | 준우승                       |
| ---------------------- | ---------------------------- | ---------------------------- |
| 멜버른 빅토리          | 4회 (2007, 2009, 2015, 2018) | 4회 (2010, 2017, 2024, 2025) |
| 시드니 FC              | 4회 (2006, 2010, 2017, 2019) | 1회 (2015)                   |
| 브리즈번 로어          | 3회 (2011, 2012, 2014)       |                              |
| 센트럴코스트 매리너스  | 3회 (2013, 2023, 2024)       | 3회 (2006, 2008, 2011)       |
| 멜버른 시티 FC         | 2회 (2021, 2025)             | 2회 (2022, 2023)             |
| 애들레이드 유나이티드  | 1회 (2016)                   | 2회 (2007, 2009)             |
| 뉴캐슬 유나이티드 제츠 | 1회 (2008)                   | 1회 (2018)                   |
| 웨스턴 유나이티드      | 1회 (2022)                   |                              |
| 웨스턴 시드니 원더러스 |                              | 3회 (2013, 2014, 2016)       |
| 퍼스 글로리            |                              | 2회 (2012, 2019)             |

## 선수 기록

### 역대 최다 출장자
2017년 1월 기준

현역 선수는 굵은 글씨로 표기
| 순위 | 이름                   | 출장수 |
| ---- | ---------------------- | ------ |
| 1    | 대니 부코비치          | 254    |
| 2    | 앤드류 듀란테          | 248    |
| 3    | 니콜라이 토포어-스탠리 | 236    |
| 4    | 유진 갈레코비치        | 231    |
| 5    | 존 허친슨              | 228    |

### 역대 최다 득점자
2017년 1월 기준

현역 선수는 굵은 글씨로 표기
| 순위 | 이름            | 골 | 출장수 | 경기당 득점률 |
| ---- | --------------- | -- | ------ | ------------- |
| 1    | 베사르트 베리샤 | 91 | 157    | 0.57          |
| 2    | 아치 톰프슨     | 90 | 224    | 0.40          |
| 3    | 셰인 스멜츠     | 89 | 178    | 0.50          |
| 4    | 마크 브릿지     | 58 | 225    | 0.26          |
| 5    | 앨릭스 브로스크 | 55 | 169    | 0.32          |

## 같이 보기
- A리그 위민